# Dialekt saanicz
Dialekt saanicz (nazwa własna Sənčaθən lub SENĆOŦEN) – zagrożony wymarciem dialekt języka cieśninnego z rodziny salisz, używany przez ludność tubylczą na półwyspie Olympic w amerykańskim stanie Waszyngton. Od 1978 roku posiada system pisma, stworzony przez lingwistę Dave Elliota. Alfabet ten jest szczególny, ponieważ używa jedynie dużych liter alfabetu łacińskiego, z wyjątkiem małego s, oznaczającego sufiks dzierżawczy trzeciej osoby liczby pojedynczej.

## Alfabet
| A     | Á       | Ⱥ    | B    | C     | Ć    | Ȼ     | D     | E     | H     |
| ----- | ------- | ---- | ---- | ----- | ---- | ----- | ----- | ----- | ----- |
| /e/   | /e/     | /ej/ | /pʼ/ | /k/   | /ʧ/  | /kʷ/  | /tʼ/  | /ə/   | /h/   |
| I     | Í       | J    | K    | ₭     | Ḵ    | Ḱ     | L     | Ƚ     | M     |
| /i/   | /ǝj ɑj/ | /ʧʼ/ | /qʼ/ | /qʷʼ/ | /q/  | /qʷ/  | /l ʼ/ | /ɬ/   | /m ʼ/ |
| N     | Ṉ       | O    | P    | Q     | S    | Ś     | T     | Ⱦ     | Ṯ     |
| /n ʼ/ | /ɴ ʼ/   | /ɑ/  | /p/  | /kʷʼ/ | /s/  | /ʃ/   | /t/   | /tθʼ/ | /tɬʼ/ |
| Ŧ     | U       | W    | W̲    | X     | X̲    | Y     | s     |       |       |
| /θ/   | /ǝw u/  | /w/  | /xʷ/ | /χ/   | /χʷ/ | /j ʼ/ | /s/   |       |       |

## Liczebniki
1. NET̸E, / nət̕θəʔ
2. ĆESE, / čəsəʔ
3. L̵IW̱ / ɬixʷ
4. ṈOS / ŋas
5. L̵K̶AĆES / ɬq̓ečəs
6. DX̱EṈ / t̕x̣əŋ
7. T̸O,C̸ES / t̕θaʔkʷəs
8. TA,T̵ES / teʔθəs
9. TEC̸EW̱ / təkʷəxʷ
10. ,OPEN / ʔapən
11. ,OPEN IȻS NET̸E, / ʔapən ikʷs nət̕θəʔ
12. ,OPEN IȻS ĆESE, / ʔapən ikʷs čəsəʔ
13. ,OPEN IȻS L̵IW̱ / ʔapən ikʷs ɬixʷ
14. ,OPEN IȻS ṈOS / ʔapən ikʷs ŋas
15. ,OPEN IȻS L̵K̶AĆES / ʔapən ikʷs ɬq̓ečəs
16. ,OPEN IȻS DX̱EṈ / ʔapən ikʷs t̕x̣əŋ
17. ,OPEN IȻS T̸O,C̸ES / ʔapən ikʷs t̕θaʔkʷəs
18. ,OPEN IȻS TA,T̵ES / ʔapən ikʷs teʔθəs
19. ,OPEN IȻS TEC̸EW̱ / ʔapən ikʷs təkʷəxʷ
20. T̸EW̱QES / t̕θəxʷkʷʼəs